# Горња Статица
Горња Статица (грч. Άνω Μελάς) је насељено место у општини Костур у периферији Западна Македонија, Грчка. Према попису из 2021. године било је 36 становника.
Према Боривоју Милојевићу, 1920. године у Горњој Статици је било 60 кућа Словена хришћана. До пописа из 1940 Горња Статица је махала насеља Статица. Македонски историчар Тодор Симовски, 1998. године наводи да је Горња Статица словенско насеље.